# 청산 콜라 무차별 살인 사건
청산 콜라 무차별 살인사건은 1977년 1월 3일부터 2월 중순까지 일본 여러 지역에서 발생한 묻지마 독살 사건이다. 독이 든 콜라 사건이라고도 한다.

## 사건의 흐름

### 첫 번째 사건
1977년 1월 3일 오후 11시 반, 당시 도쿄도의 미나토구의 식당 아르바이트를 마치고 숙소로 귀가하던 당시 16세의 고등학생 A 군이 시나가와역 근처의 시나가와 스포츠 랜드 정면에 있는 공중 전화에서 열리지 않은 코카콜라 병을 발견하고 숙소로 가져왔다.
그리고 새벽 1시, A 군은 가져온 콜라를 마셨다. 하지만 콜라의 맛이 이상해서 바로 콜라를 뱉고 입을 수돗물로 행궜다. 하지만 그 남학생은 잠시 후 갑자기 의식불명 상태가 되어 쓰러졌다. 긴급히 병원으로 옮겼으나 얼마 안가 사망하게 된다.
사인은 다름 아닌 청산가리 중독 이었다.

### 두 번째 사건
첫 번째 사건이 일어난 날 오전 8시 15분. A 군이 콜라를 주운 공중 전화에서 북쪽으로 600m 떨어진 고속도로에서 당시 46세의 작업부 B 씨의 시신이 발견되었다. 그는 거품을 물고 쓰러져 있었다.
사인은 마찬가지로 청산가리 중독이었고, B 씨의 시신 주변엔 콜라병이 있었다. 또한 B 씨도 공중전화에서 콜라를 주운 것이 밝혀졌다. 이 외에도 그 공중전화에서 600m 떨어진 시나가와구 상점의 공중전화에서도 또 다른 청산가리 콜라가 있었으나 이 콜라를 마신 사람은 다행히 없었다. 이 콜라엔 무려 치사량의 60배의 청산가리가 검출되었다.

### 세 번째 사건
그로부터 6주 가량이 지난 1977년 2월 13일 오전 6시 20분. 오사카에서 39세의 회사원 C 씨가 출근 도중 담배를 사기 위해 술집을 방문했다 술집 공중전화의 콜라병을 발견하고 마셨다.
C 씨는 갑자기 의식을 잃고 병원에 옮겨졌고 역시 그 콜라에도 청산가리가 있었다.
C 씨는 다행히 목숨을 건졌지만 퇴원한 다음 날, 가스 중독으로 자살했다. 유서는 없었으나 가족에게 자살을 암시하는 듯한 말을 죽기전에 했다.
하지만 이 사건은 C 씨가 콜라를 마시는 걸 목격한 사람이 없고 그에게서 청산가리 중독 증상이 발현되지 않았다고 보도가 되어 사후 큰 논쟁이 일어났다.

### 네 번째 사건
세 번째 사건이 발생한 다음날인 2월 14일.
도쿄역 지하상가에서 43세의 어느 회사 사장 D 씨가 계단에서 40개의 초콜릿이 든 봉투를 발견했다.
D 씨는 이때까지 발생한 청산가리 콜라 사건을 알고 있었고 이 초콜릿에도 청산가리가 들어있다고 의심하고 경찰에 신고했다.
경찰은 초콜릿을 단순 분실물로 처리했으나 이후 찾아가는 사람이 없었고, 결국 제조 회사에 반품 시켰다.
그런데, 제조 회사의 조사 도중 제조번호가 의도적으로 훼손된 것이 밝혀지면서 성분 검사를 실시한 결과, 이 초콜릿에도 청산가리가 주입되었다는게 밝혀진다.
초콜릿 상자에는 '교만하고 꼴보기 싫은 일본인들에게 천벌을 내린다'라는 글자가 도장으로 찍혀 있었다.
이 네 사건은 현재까지 범인을 잡지 못하고 미제 사건으로 남아 있다.